# Yamazaki Yuki
Yuki Yamazaki (sinh ngày 22 tháng 4 năm 1990) là một cầu thủ bóng đá người Nhật Bản.

## Sự nghiệp câu lạc bộ
Yuki Yamazaki đã từng chơi cho Roasso Kumamoto.